# Stimmhafter labiopalataler Approximant
Der stimmhafte labiopalatale Approximant ist ein Halbvokal (oder auch Halbkonsonant), der in der deutschen Sprache nicht vorkommt. Sein Symbol im Internationalen Phonetischen Alphabet ist [ɥ]. Man kann ihn als eine Mischung der Halbkonsonanten [w] und [j] bezeichnen, er klingt sehr hell.

## Charakteristik
- Artikulationsmodus: Spirant (Artikulationsorgane werden leicht zusammengezogen)
- Trotz der Benennung als labiopalatal ist [ɥ] in Wirklichkeit eher als labialisierter Palatal zu beschreiben: er wird mit der Mitte oder dem hinteren Teil der Zunge gegen den harten Gaumen artikuliert, die Lippen sind dabei gerundet
- [ɥ] ist stimmhaft, das bedeutet, die Stimmbänder vibrieren bei seiner Artikulation
- Es ist ein oraler Konsonant: die Luft wird nur durch den Mund ausgestoßen
- [ɥ] ist zentral: die Luft wird oberhalb der Mitte der Zunge ausgestoßen, nicht über die Seiten.
- Als Gleitlaut kann auf [ɥ] kein Akzent liegen. Dieser liegt erst auf dem folgenden Vokal.

## Vorkommen
Die französische Sprache besitzt den Approximanten /ɥ/, und zwar immer dann, wenn u im Hiat (vor einem weiteren Vokal) steht. Die Verbindung von /y/ + Vokal wird als gleitendes /ɥ/ + Vokal realisiert. Besonders häufig und deutlich hörbar sind im Französischen Verbindungen mit den hellen Vokalen (/e/, /ɛ/, /i/, /œ/, /ø/):
- huit (acht) [ɥit], huile (Öl) [ɥil], lui (er, ihm) [lɥi]
- tuer (töten) [tɥe]
- L’Alpe d’Huez [lalpdˈɥɛz]
- lueur (Leuchten) [lɥœʀ]
- respectueux (respektvoll) [ʀɛspɛktˈɥø]

Verbindungen von /ɥ/ mit dunklen Vokalen (/ɑ/, /a/, /o/, /ɔ/, /u/) sind im Französischen weniger deutlich von /y/ + Vokal zu unterscheiden. Zu einer Annäherung an /y/ kommt es bei manchen Sprechern auch bereits bei der Verbindung mit /œ/.
Vor allem in Belgien tendieren einige Sprecher dazu, /ɥ/ generell durch /w/ zu ersetzen.
Neben der französischen Sprache besitzen auch das Mandarinchinesische, Abchasische, Koreanisch, Norwegisch, Shipibo, Xumi, Iaai und das Bretonische den Laut /ɥ/.